# Diaphorus inversus
Diaphorus inversus är en tvåvingeart som beskrevs av Charles Howard Curran 1924. Diaphorus inversus ingår i släktet Diaphorus och familjen styltflugor. Inga underarter finns listade i Catalogue of Life.